# Nephelium costatum
Nephelium costatum är en kinesträdsväxtart som beskrevs av William Philip Hiern. Nephelium costatum ingår i släktet Nephelium och familjen kinesträdsväxter. Inga underarter finns listade i Catalogue of Life.